# Utica (Dakota del Sur)
Utica es un pueblo ubicado en el condado de Yankton en el estado estadounidense de Dakota del Sur. En el Censo de 2010 tenía una población de 65 habitantes y una densidad poblacional de 95,06 personas por km².

## Geografía
Utica se encuentra ubicado en las coordenadas 42°58′52″N 97°29′48″O / 42.98111, -97.49667. Según la Oficina del Censo de los Estados Unidos, Utica tiene una superficie total de 0.68 km², de la cual 0.68 km² corresponden a tierra firme y (0%) 0 km² es agua.

## Demografía
Según el censo de 2010, había 65 personas residiendo en Utica. La densidad de población era de 95,06 hab./km². De los 65 habitantes, Utica estaba compuesto por el 86.15% blancos, el 4.62% eran afroamericanos, el 1.54% eran amerindios, el 0% eran asiáticos, el 0% eran isleños del Pacífico, el 4.62% eran de otras razas y el 3.08% pertenecían a dos o más razas. Del total de la población el 4.62% eran hispanos o latinos de cualquier raza.